# دیک فیرهرست
دیک فیرهرست (انگلیسی: Dick Fairhurst؛ زادهٔ ۵ سپتامبر ۱۹۱۱) بازیکن فوتبال اهل بریتانیا است.
از باشگاه‌هایی که در آن بازی کرده‌است می‌توان به باشگاه فوتبال هارتل پول یونایتد، باشگاه فوتبال اسکلمرسال یونایتد، باشگاه فوتبال ترانمره راورز، و باشگاه فوتبال برنلی اشاره کرد.